# Marina Testino
Marina Testino (Nueva York, 1994) es una activista medioambiental peruana vinculada a la moda española, modelo, influencer, directora creativa, y emprendedora.

## Biografía
Autodenominada como ‘artivist’ (arte + activismo) ya que usa mucho su creatividad para generar conciencia sobre el tema de la basura y los desperdicios de manera sencilla y divertida. Nació en Nueva York en 1994, hija del peruano Giovanni Testino, quien desde hace 30 años dirige Art Partner, una de las agencias fotográficas más importantes de la industria de la moda, junto a su actual mujer, Amber Olson, y su hermano, el fotógrafo Mario Testino. Cuando tenía siete años, tras el atentado de las Torres Gemelas, sus padres y sus hermanos (Mario, Sofía y Bianca) se mudaron de la Gran Manzana a Los Hamptons. Después vivió en Barcelona, donde terminó el bachillerato, y luego París, Londres y Boston. Terminó sus estudios en la Universidad de Parsons, en Nueva York. De niña, jugaba con sus hermanos a montar negocios. De tenderetes de pulseras en la calle a vender galletas. Pero la moda se convertiría en el foco de sus ilusiones, estudió diseño de moda en la prestigiosa Parsons School of Design. Gracias a sus padres, la conciencia medioambiental la lleva en la sangre. Testino habla cuatro idiomas: español, catalán, francés e inglés.

## Trayectoria
Point Off View es el nombre de la microagencia fundada y dirigida por Testino en 2017 donde la intención es crear diferentes colecciones cápsulas con artistas colaboradores y mantener este coloquio sobre el consumo responsable y la producción sostenible bajo el impulso de una misión enfocada en la comunicación digital y la transformación sostenible y con clientes como Chanel, Coach o Carolina Herrera. Testino está comprometida con producir su ropa en Perú, el elemento peruano está en el centro de la estrategia de la empresa y el compromiso que tiene de producir en el país. Prefiere guardar una estética universal y beneficiar a la economía local. La diseñadora describe su estilo personal como casual street wear, con un toque entre femenino y coqueto.
Es una de las voces más frescas del activismo ‘eco’. tiene como misión organizar campañas para proteger los océanos y promover una moda más sostenible. Testino también ha llevado su activismo al área empresarial. A través de su empresa ha impulsado la campaña #WeSeaThrough que pone la atención en el daño que los microplásticos le hacen al océano, centrándose en el concepto de la desnudez, tal como explicó en una entrevista para Vogue. Desde diciembre de 2012, ha intentado hacerse un hueco en las redes sociales en 2017 su cuenta de Instagram se consagró como una de los más seguidas en su país. De esa forma se convirtió, oficialmente, en una 'it girl', lo que la llevó a fichar con la agencia de modelaje que representa a íconos como Kendall Jenner. Testino utiliza la moda para reivindicar un entorno sostenible, creció inmersa en el mundo de la moda gracias al trabajo de su tío, el popular fotógrafo Mario Testino autor de algunas de las campañas más importantes en el mundo de la moda de las últimas décadas. Tras terminar sus estudios en la prestigiosa escuela de diseño Parson en Nueva York  desarrolló su particular visión de la moda y decidió emprender un camino en el que las tendencias y la creatividad quedarían entrelazadas con un fiel compromiso con el entorno. Para ello, combina el trabajo de su firma Point Off View donde desarrolla colecciones cápsula de moda sostenible con distintas acciones sociales y comprometidas con el planeta que difunde a través del entorno digital.

### Campañas en Instagram de activismo y sensibilización
Preocupada por el indiscriminado consumo de plástico en el planeta y sus repercusiones en la contaminación, la creativa utiliza la moda como plataforma para inducir cambios positivos, argumenta que cada vez que compramos una prenda de vestir nueva hecha en poliéster, nylon, acrílico o cualquier otra fibra sintética estamos contribuyendo a la crisis de contaminación ambiental y del agua.
- En 2018 #OneDressToImpress, con la pretensión de hacer reflexionar sobre el consumismo. Decidió vestirse durante más de un mes con un sastre rojo para fomentar la idea de que el armario no necesita, en realidad, tantas prendas.[9]
- #CarryOnSummer dos meses en Europa con solo una maleta probando que es cuestión de orden, organización y buen estilo.

- En 2019 #YellowLikeALemon este proyecto se fundamenta en la utilización de una variedad de trajes todas de marcas sostenibles incluyendo maquillaje también pero con una limitación cromática vistiendo solo de color amarillo. La intención de esta campaña es crear un mensaje visual sobre la importancia de reconocer el impacto que la industria de la moda y la belleza tienen en nuestro planeta donde se decidió a vestir sólo de amarillo, con piezas prestadas o de alquiler para apostar por el consumo responsable.[8]

- En 2020 #TheGreenRooms ,en pleno confinamiento, Testino puso en marcha este nuevo reto ecológico que consistió en dar tips para hacer nuestras casas más sostenibles dirigidos a cada una de las habitaciones de nuestro hogar para cuidar un poco más nuestro planeta: desde usar menos plásticos en el baño hasta vender en línea las prendas que ya no se visten o intentar comer menos carne al día.[10][11]

- En 2021 colabora con Levi’s para presentar un nuevo proyecto sostenible a partir del suprarreciclaje,más conocido por el término inglés Upcycling. Para dar vida a la colaboración de Levi’s  la firma americana de denim ha contado además con la colaboración del diseñador español creador de la firma ManéMané Miguel Becer y la artista zaragozana Mercedes Bellido. Como resultado del trabajo de este trío creativo ha nacido la nueva Travelling Trucker Jacket, un nuevo modelo de la clásica chaqueta vaquera de Levi’s fabricada a partir de las técnicas de fabricación Levi’s Water<Less para ahorrar agua.El resultado es una prenda reversible de arte sostenible[12]